# Торбак-Едербес
Торбак-Едербес (рос. Торбак Эдербес) — печера на Алтаї, Республіка Алтай, Росія.  Загальна протяжність — 107 м. Глибина печери — 15 м, амплітуда висот — 15 м; загальна площа — 103 м²; об'єм — 137 м³.  Печера відноситься до Центрально-Алтайської області Алтайської провінції Алтай-Саянської спелеологічної країни. Кадастровий номер 5024/8606-2.